# Куп европских шампиона 1974/75.
Куп европских шампиона 1974/75. је било 20. издање Купа шампиона, најјачег европског клупског фудбалског такмичења. 
Финале је одиграно 28. маја 1975. на стадиону Парк принчева у Паризу, где је Бајерн Минхен са 2:0 победио Лидс јунајтед, и тако успео да одбрани трофеј из претходне сезоне.
По први пут је Куп шампиона одигран без италијанских клубова, јер је Лацио, првак Италије из претходне сезоне, дисквалификован из УЕФА такмичења на једну годину због инцидента са навијачима на мечу УЕФА купа 1973/74. против Ипсвич тауна. 

## Прво коло
| Тим #1                | рез. | Тим #2           | прва утакмица | друга утакмица |
| --------------------- | ---- | ---------------- | ------------- | -------------- |
| Видовре               | 1:2  | Рух Хожов        | 0:0           | 1:2            |
| Женес Еш              | 2:5  | Фенербахче       | 2:3           | 0:2            |
| Хајдук Сплит          | 9:1  | Кефлавик         | 7:1           | 2:0            |
| Сент Етјен            | 3:1  | Спортинг Лисабон | 2:0           | 1:1            |
| Корк Селтик           | -1   | Омонија          | –             | –              |
| Викинг                | 2:6  | Арарат Јереван   | 0:2           | 2:4            |
| Левски-Спартак        | 1:7  | Ујпешт Дожа      | 0:3           | 1:4            |
| Лидс јунајтед         | 5:3  | Цирих            | 4:1           | 1:2            |
| Слован Братислава     | 5:52 | Андерлехт        | 4:2           | 1:3            |
| Селтик                | 1:3  | Олимпијакос      | 1:1           | 0:2            |
| Фајенорд              | 11:1 | Колрејн          | 7:0           | 4:1            |
| ВЕСТ Линц             | 0:5  | Барселона        | 0:0           | 0:5            |
| Валета                | 2:4  | Хелсинки         | 1:0           | 1:4            |
| Универзитатеа Крајова | 3:4  | Отвидаберг       | 2:1           | 1:3            |

Напомена: Бајерн Минхен се као бранилац титуле директно пласирао у осмину финала, док се Магдебург директно пласирао у осмину финала преко жреба.
1 Корк Селтик се пласирао у осмину финала након што се Омонија повукла из такмичења због политичке ситуације на Кипру.
2 Андерлехт се пласирао у осмину финала по правилу више голова постигнутих у гостима.

## Осмина финала
| Тим #1        | рез. | Тим #2         | прва утакмица | друга утакмица |
| ------------- | ---- | -------------- | ------------- | -------------- |
| Рух Хожов     | 4:1  | Фенербахче     | 2:1           | 2:0            |
| Хајдук Сплит  | 5:6  | Сент Етјен     | 4:1           | 1:5            |
| Бајерн Минхен | 5:3  | Магдебург      | 3:2           | 2:1            |
| Корк Селтик   | 1:7  | Арарат Јереван | 1:2           | 0:5            |
| Ујпешт Дожа   | 1:5  | Лидс јунајтед  | 1:2           | 0:3            |
| Андерлехт     | 5:4  | Олимпијакос    | 5:1           | 0:3            |
| Фајенорд      | 0:3  | Барселона      | 0:0           | 0:3            |
| Хелсинки      | 0:4  | Отвидаберг     | 0:3           | 0:1            |

## Четвртфинале
| Тим #1        | рез. | Тим #2         | прва утакмица | друга утакмица |
| ------------- | ---- | -------------- | ------------- | -------------- |
| Рух Хожов     | 3:4  | Сент Етјен     | 3:2           | 0:2            |
| Бајерн Минхен | 2:1  | Арарат Јереван | 2:0           | 0:1            |
| Лидс јунајтед | 4:0  | Андерлехт      | 3:0           | 1:0            |
| Барселона     | 5:0  | Отвидаберг     | 2:0           | 3:0            |

## Полуфинале
| Тим #1        | рез. | Тим #2        | прва утакмица | друга утакмица |
| ------------- | ---- | ------------- | ------------- | -------------- |
| Сент Етјен    | 0:2  | Бајерн Минхен | 0:0           | 0:2            |
| Лидс јунајтед | 3:2  | Барселона     | 2:1           | 1:1            |

## Финале
| Бајерн Минхен       | 2 – 0 | Лидс јунајтед |
| ------------------- | ----- | ------------- |
| Рот 71’ · Милер 81’ |       |               |

| Победник Лиге шампиона 1974/75. |
| ------------------------------- |
| ФК Бајерн Минхен 2. титула      |

## Најбољи стрелци
| Поз. | Играч              | Клуб              | Голова |
| ---- | ------------------ | ----------------- | ------ |
| 1    | Едуард Макаров     | Арарат Јереван    | 5      |
| 1    | Герд Милер         | Бајерн Минхен     | 5      |
| 3    | Реине Алмквист     | Отвидаберг        | 5      |
| 3    | Мануел Кларес      | Барселона         | 5      |
| 3    | Алан Кларк         | Лидс јунајтед     | 5      |
| 3    | Јурица Јерковић    | Хајдук Сплит      | 5      |
| 3    | Вилхелм Кројц      | Фајенорд          | 5      |
| 3    | Питер Лоример      | Лидс јунајтед     | 4      |
| 3    | Ерве Ревели        | Сент Етјен        | 4      |
| 3    | Карлес Рексач      | Барселона         | 4      |
| 3    | Лекс Шунмакер      | Фајенорд          | 4      |
| 12   | Хуан Мануел Асенси | Барселона         | 4      |
| 12   | Ференц Бене        | Ујпешт Дожа       | 4      |
| 12   | Јан Бенигер        | Рух Хожов         | 3      |
| 12   | Били Бремнер       | Лидс јунајтед     | 3      |
| 12   | Бронислав Була     | Рух Хожов         | 3      |
| 12   | Антал Дунаи        | Ујпешт Дожа       | 3      |
| 12   | Мајик Галкос       | Олимпијакос       | 3      |
| 12   | Маријан Масњи      | Слован Братислава | 3      |
| 12   | Гордон Маквин      | Лидс јунајтед     | 3      |
| 12   | Жељко Мијач        | Хајдук Сплит      | 3      |
| 12   | Роб Ренсенбринк    | Андерлехт         | 3      |
| 12   | Славиша Жунгул     | Хајдук Сплит      | 3      |